# Nationaal Park Schiermonnikoog

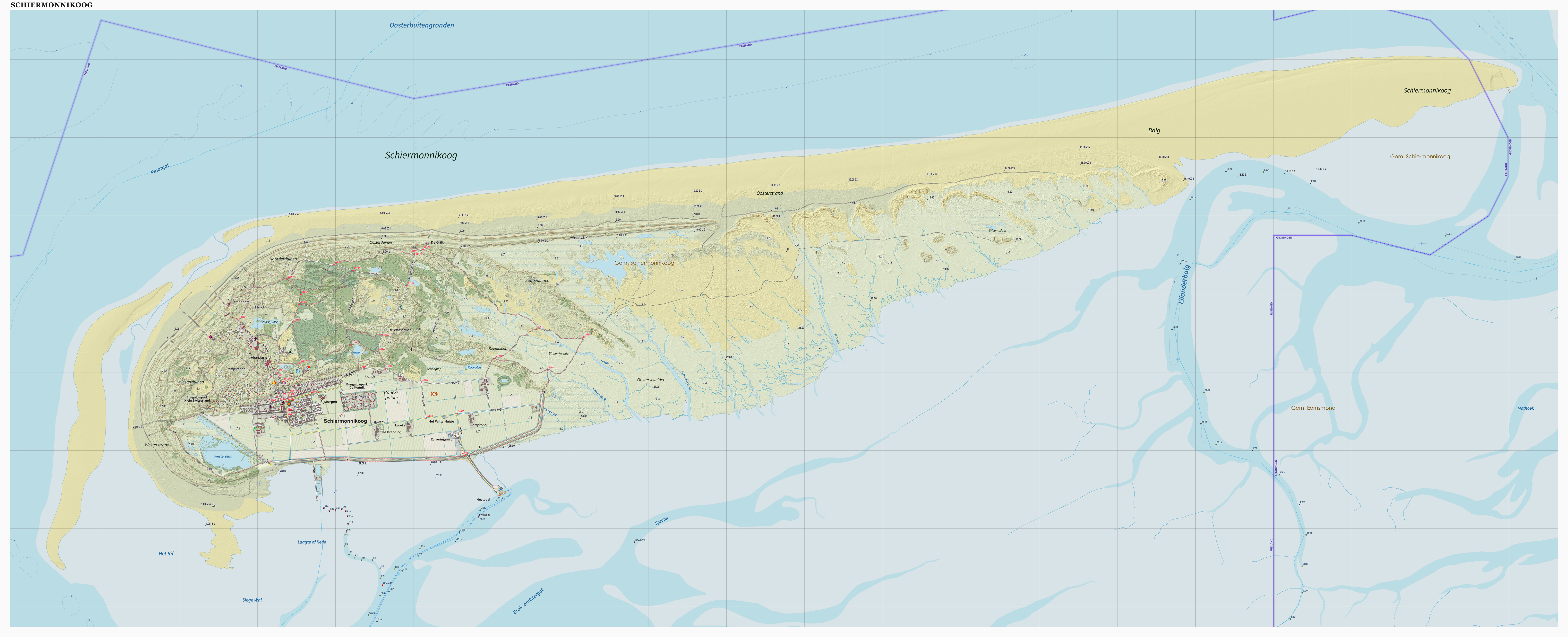
Topografische kaart van Schiermonnikoog, per maart 2014

Het Nationaal Park Schiermonnikoog op het waddeneiland Schiermonnikoog is het eerste Nederlandse nationale park volgens de moderne betekenis en werd opgericht op 19 juli 1989 per besluit van de minister van het toenmalige Ministerie van Landbouw en Visserij. Nationaal Park Schiermonnikoog heeft een oppervlakte van 54 km². Daarnaast valt Natura 2000-gebied «Duinen Schiermonnikoog», dat een oppervlakte van 10,24 km² heeft, volledig binnen de grenzen van het nationaal park. Het aanliggende deel van de Waddenzee staat sinds 2009 op de werelderfgoedlijst van UNESCO.

## Landschappen
Schiermonnikoog is een van de meest ongerepte eilanden in de Waddenzee en behoort tot de meest natuurlijke gebieden van Nederland. In het nationaal park kunnen biotopen als stranden, oude paraboolduinen, jonge duinvalleien, kwelders, kruipwilg- en duindoornstruwelen, duinbossen, dennenbossen, zoetwatermeren en lokaal ook duinblauwgraslanden en heischrale graslanden worden gevonden. Daarnaast maakt ook een aanliggend deel van de Waddenzee en Noordzee deel uit van het nationaal park. De dorpskern van Schiermonnikoog en de Banckspolder vallen er buiten.

### Duinen
Duinvorming is een dynamisch proces: er ontstaan telkens nieuwe duinen die door planten worden vastgelegd terwijl ze door wind en water ook weer verdwijnen. Naarmate de verzoeting voortschrijdt krijgen meer planten een kans en verschijnen struiken als meidoorn, duindoorn en kamperfoelie. De vegetatie wordt door grazers als konijnen (Oryctolagus cuniculus) gegeten. Sinds deze soort gedecimeerd is door de konijnenziekte rabbit haemorrhagic disease (RHD), treedt onder meer vergrassing op.

### Bos
In de 20ste eeuw werden er op Schiermonnikoog naaldbomen geplant om het stuiven tegen te gaan. Inmiddels worden deze naaldbossen omgevormd tot loofbos en krijgen loofbomen als de zachte berk (Betula pubescens) een kans en neemt het aandeel van de grove den (Pinus sylvestris) af.

### Kwelders en polders
Aan de zuidkant van het eiland langs de Waddenzee zijn de kwelders te vinden. Op de kwelders wordt bij overstroming slib afgezet waardoor deze steeds hoger worden. In het verleden zijn kwelders omdijkt waardoor polders ontstonden.

### Zee en wad
De Noordzee is van eminent belang voor de vormgeving van het eiland. De Waddenzee is een gebied dat van belang is voor de ecologie van de Noordzee en andere gebieden. Veel vis paart hier en jonge vis gebruikt dit gebied om op te groeien. Veel vogels gebruiken de Waddenzee als pleisterplek tijdens de trek. Op de wadplaten wordt gefoerageerd. Op het wad ten zuiden van Schiermonnikoog zijn in augustus 2009 na een jarenlange afwezigheid weer een honderdtal pollen groot zeegras (Zostera marina) aangetroffen.

## Afbeeldingen

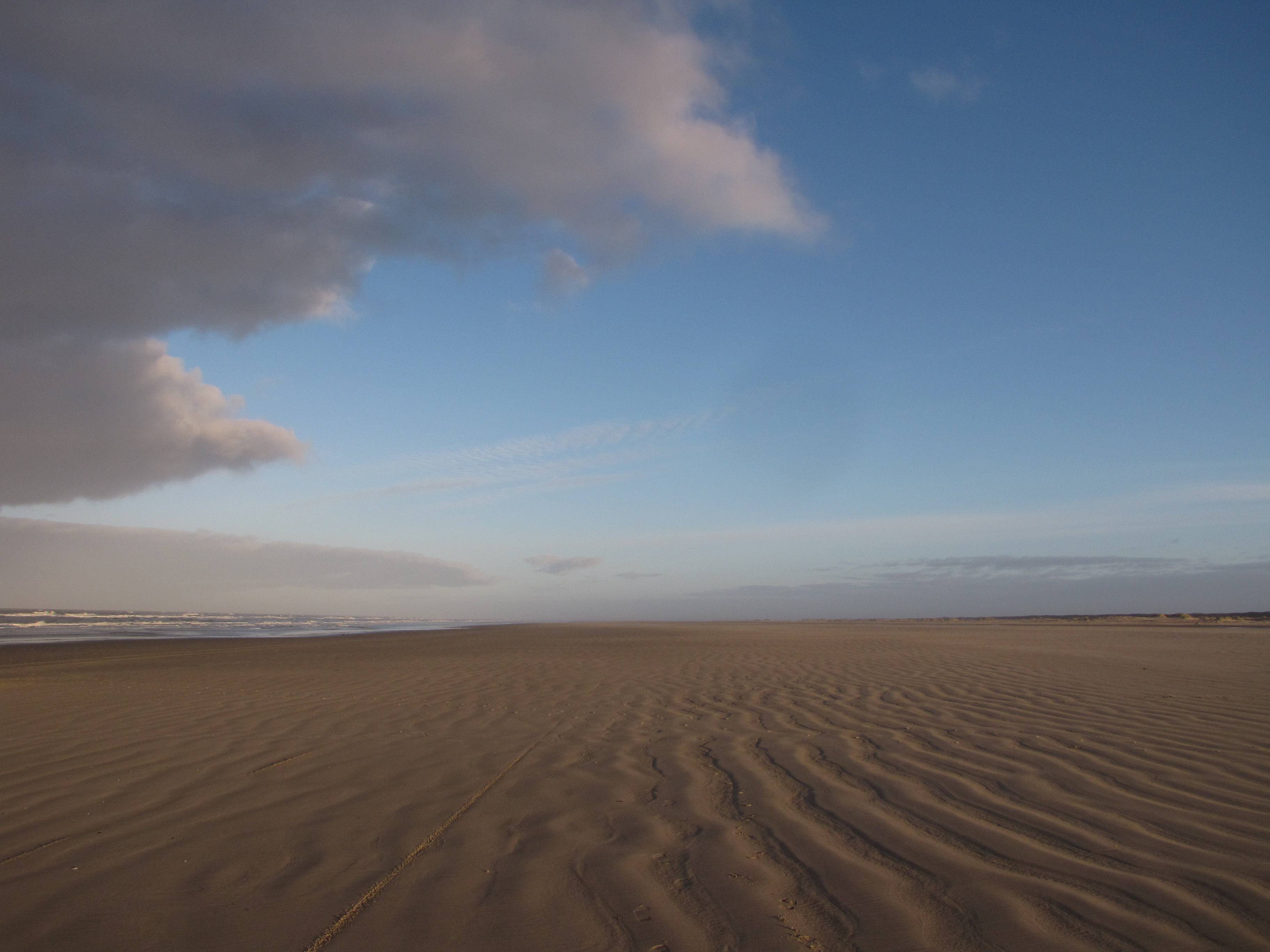
Noordzeestrand van Schiermonnikoog
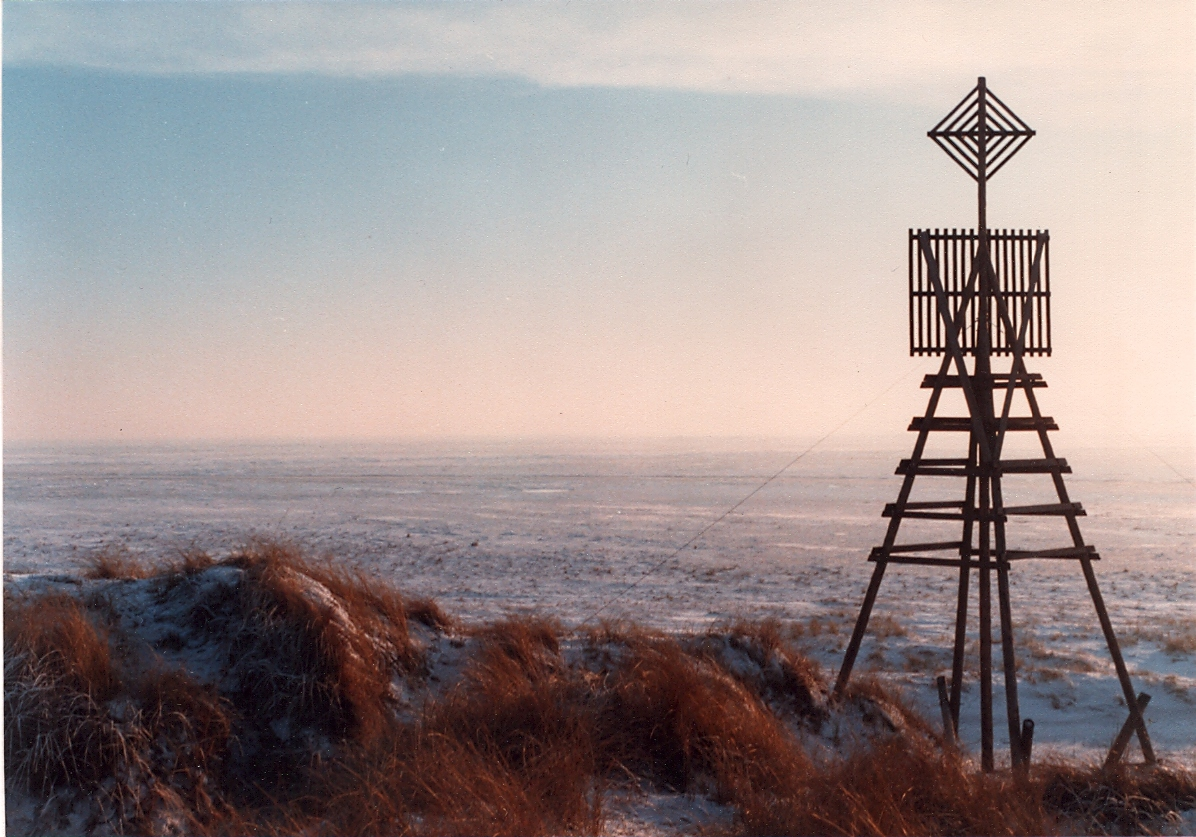
Kaap Willemsduin
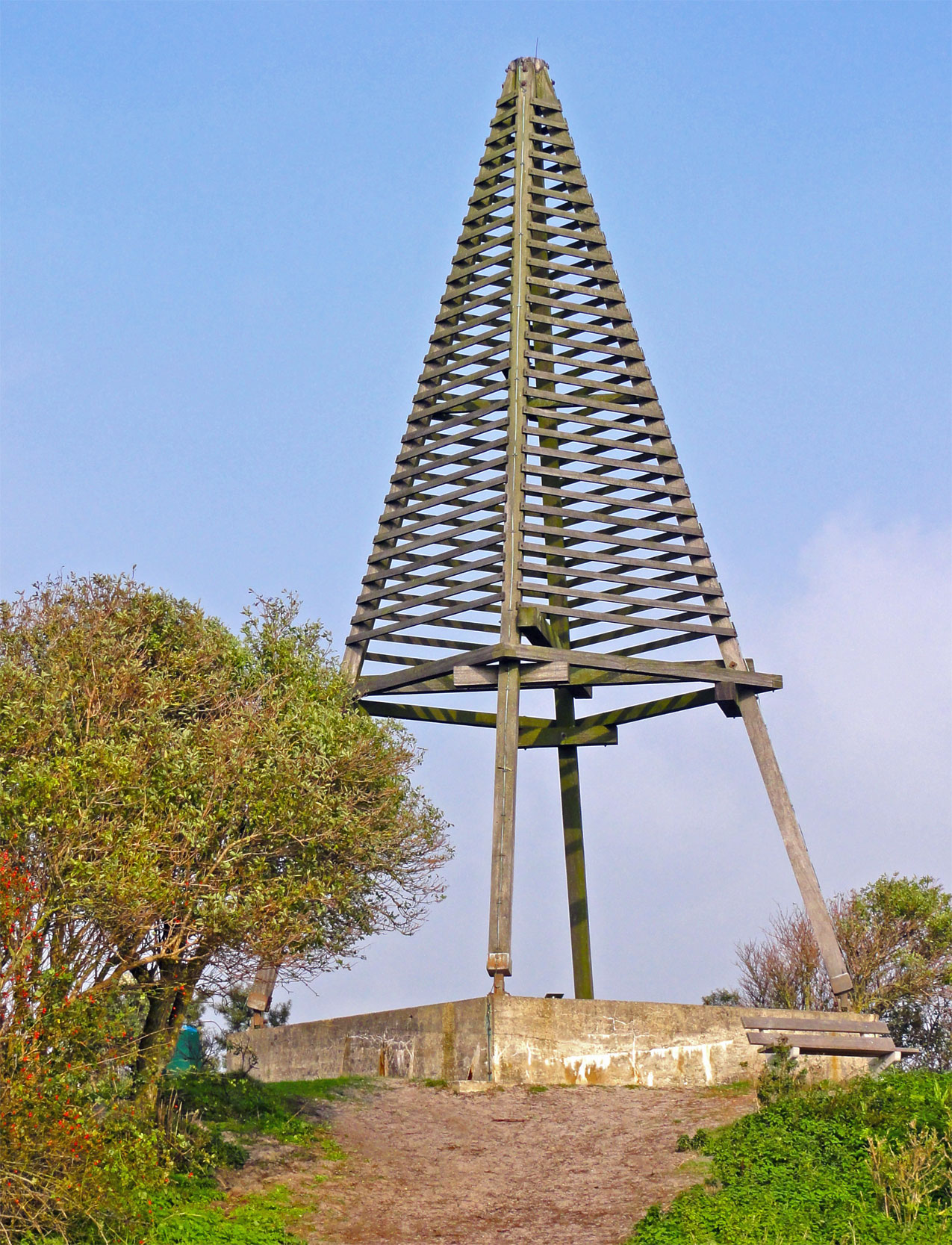
Kaap Kobbeduinen
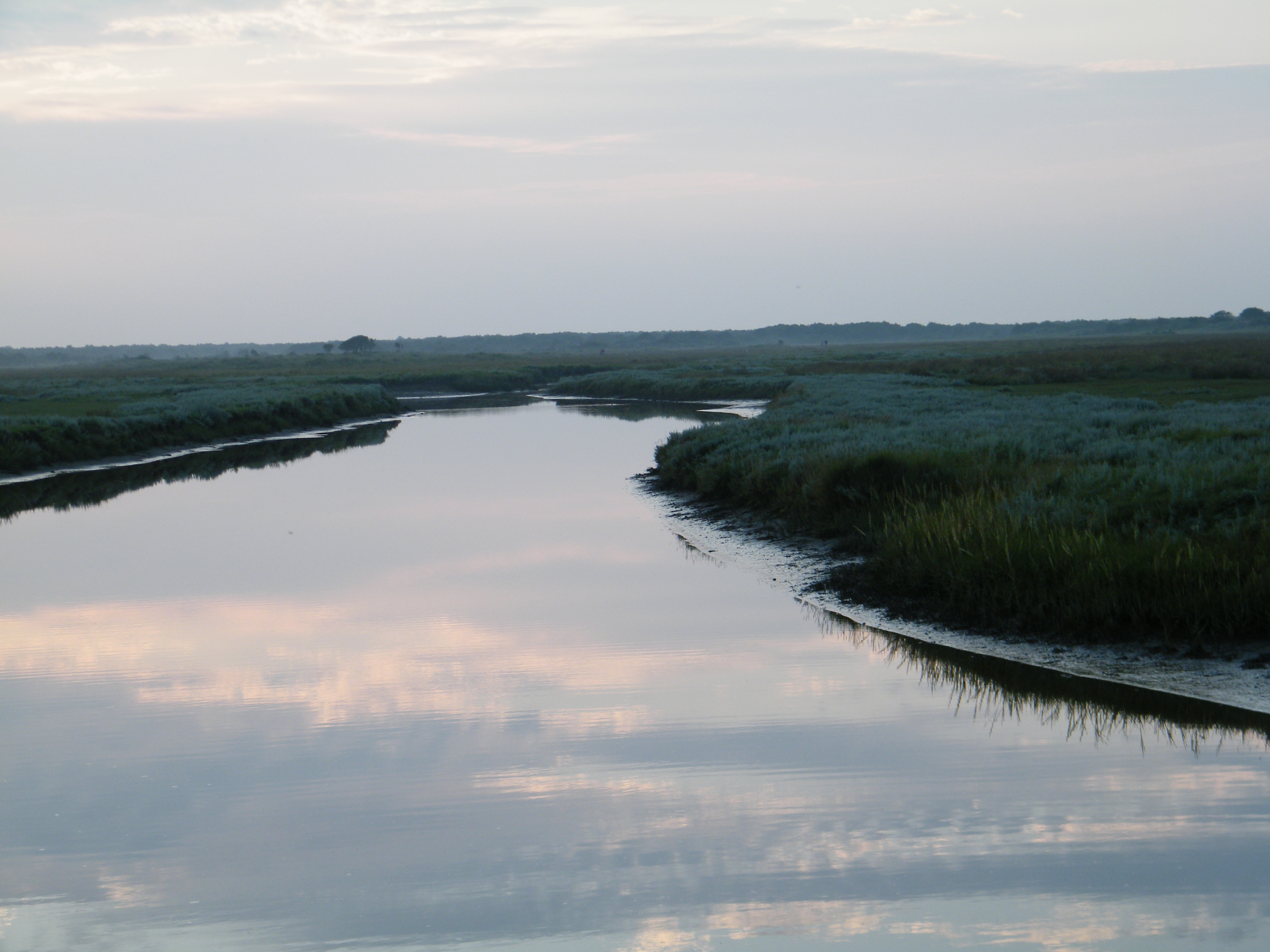
Een slenk in de kwelder
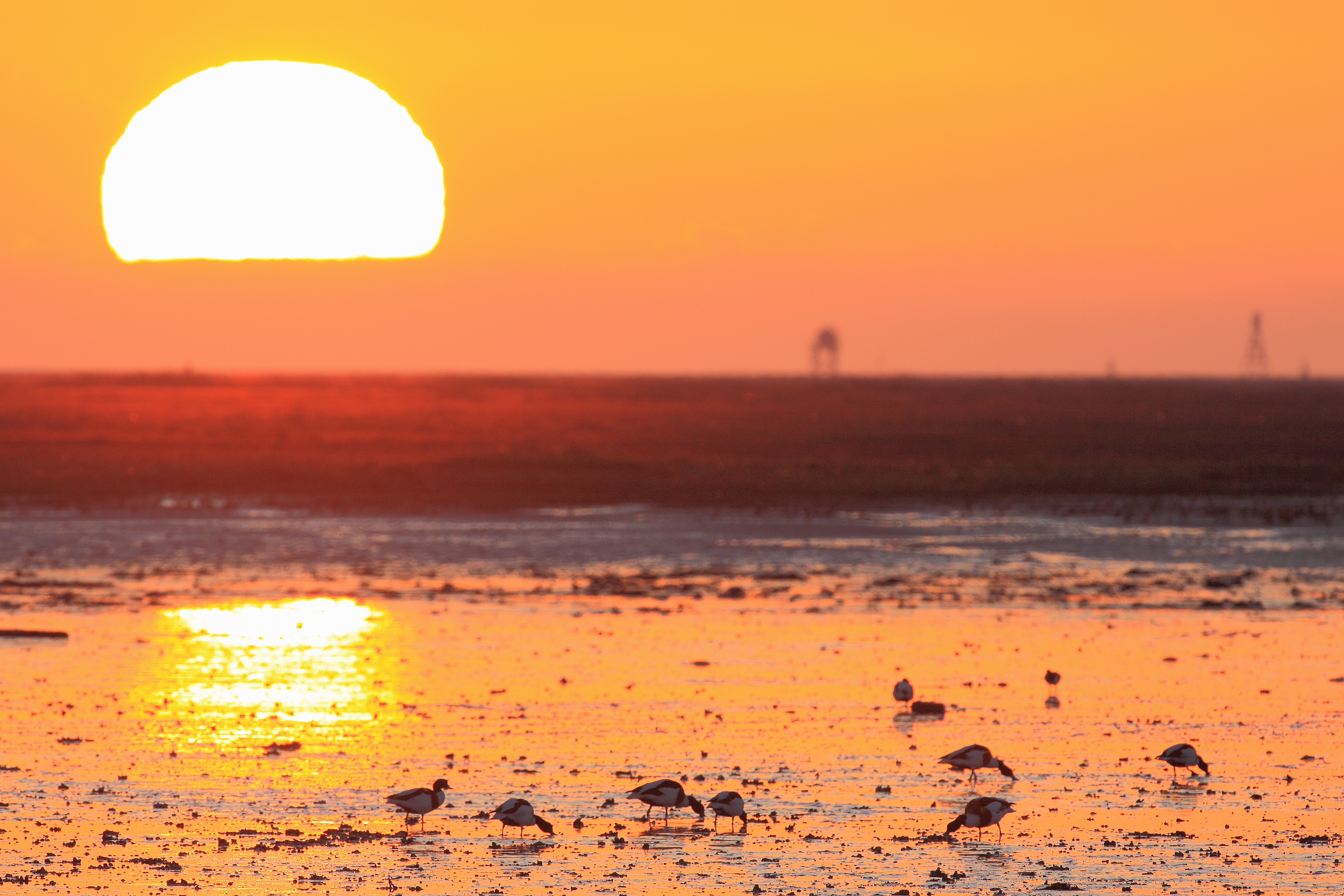
Bergeenden op het wad
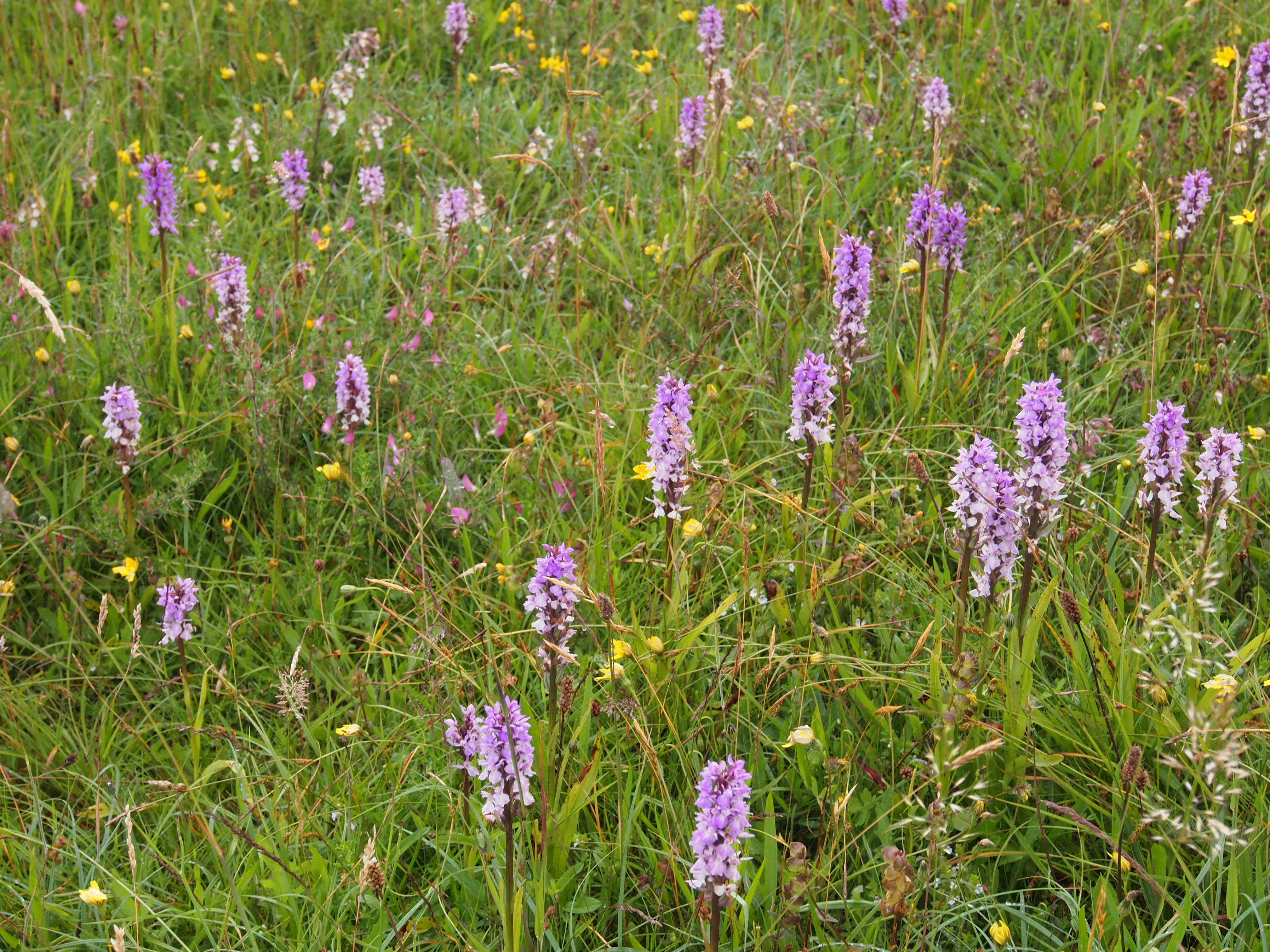
Grasland rijk aan orchideeën
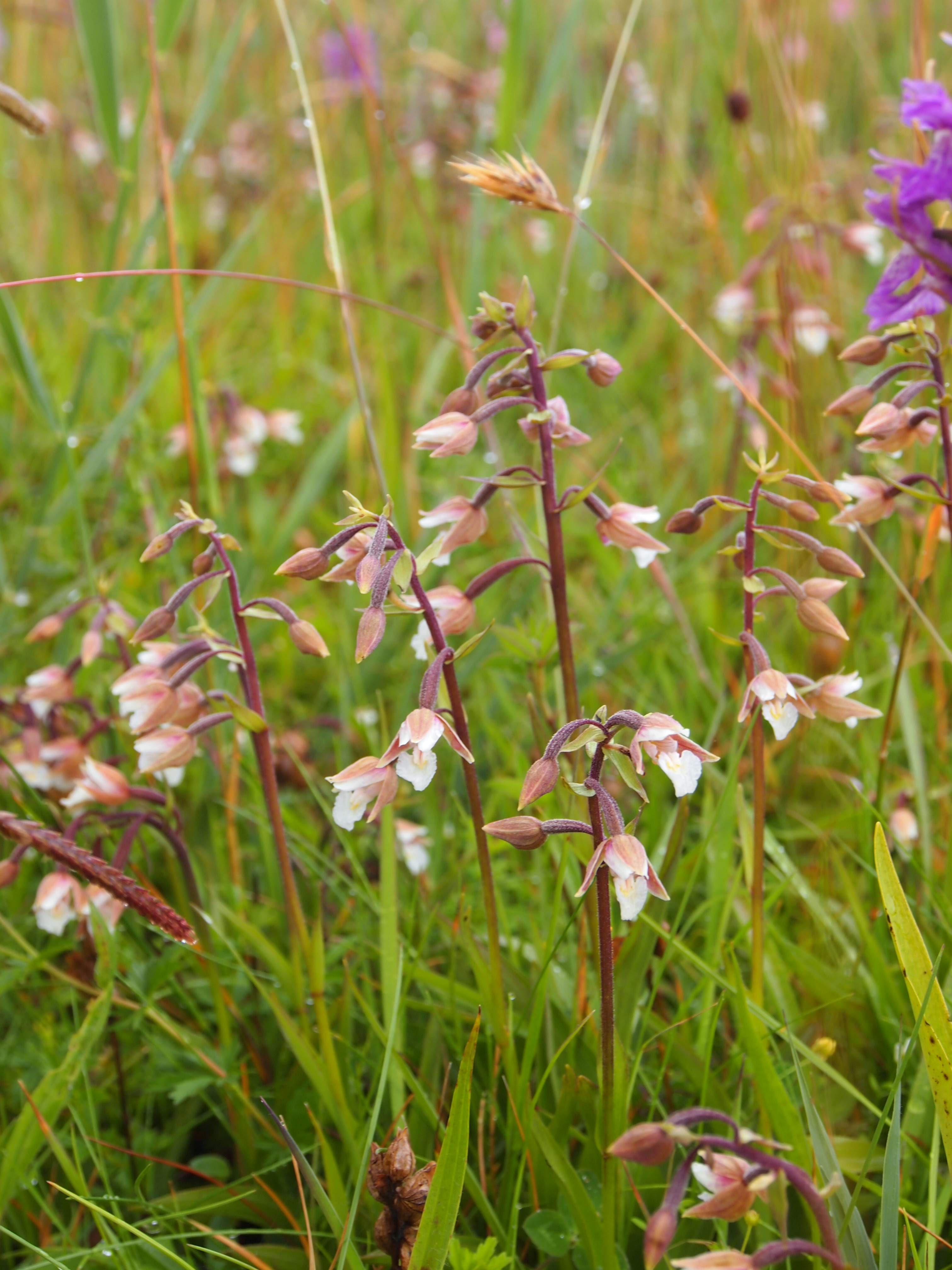
Moeraswespenorchis in het nationaal park

## Flora en fauna
Net als de rest van het waddengebied is het nationaal park zeer rijk aan planten en dieren. Zo groeien er planten als lamsoor (Limonium vulgare), zeealsem (Artemisia maritima), zeeaster (Aster tripolium), zeekraal (Salicornia europaea) en diverse orchideeënsoorten. De vogelwereld op Schiermonnikoog wordt sterk beïnvloed door de seizoenen. Het is onder meer een belangrijk broedgebied voor de eider (Somateria mollissima) die hier jaarlijks met circa 2.000 paren broedt en voor de bergeend (Tadorna tadorna), blauwe kiekendief (Circus cyaneus) en tapuit (Oenanthe oenanthe), al zijn de twee laatstgenoemde soorten zeer zeldzaam geworden. Op de Oosterkwelder broeden onder meer lepelaars (Platalea leucorodia) en kleine zilverreigers (Egretta garzetta) en in de bossen bijvoorbeeld houtsnippen (Scolopax rusticola) en gekraagde roodstaarten (Phoenicurus phoenicurus). In de trek- en winterperiode is er een grote variëteit aan vogels die hun broedgebieden hebben in Siberië en Groenland, zoals de drieteenstrandloper (Calidris alba), kanoet (Calidris canutus) en rosse grutto (Limosa lapponica). Zoogdieren die er leven zijn onder meer de grijze zeehond (Halichoerus grypus), gewone zeehond (Phoca vitulina) en haas (Lepus timidus). In 2009 werd er voor het eerst in vijftien jaar een ree (Capreolus capreolus) gesignaleerd. Een bijzondere vlindersoort op Schiermonnikoog is de duinparelmoervlinder (Argynnis niobe).

## Beheer
Natuurmonumenten heeft het park in erfpacht van Domeinen Onroerende Zaken en is verantwoordelijke voor het beheer van het park, in nauwe samenwerking met Rijkswaterstaat, de lokale gemeenschap en andere belanghebbenden. Een van de beheerdoelen is het kustbeheer dynamischer te maken, dat wil zeggen dat de duinen meer kans geboden wordt van vorm te veranderen en de zee op meer plekken vrij spel krijgt. Verder wordt ervoor gezorgd dat vogelkolonies niet verstoord worden in het broedseizoen.

## Recreatie
In het dorp is een informatiecentrum. Verder zijn er hotels, restaurants en een camping.